# Neotheronia hastata
Neotheronia hastata är en stekelart som beskrevs av Krieger 1905. Neotheronia hastata ingår i släktet Neotheronia och familjen brokparasitsteklar. Inga underarter finns listade i Catalogue of Life.